# Suisse aux Jeux olympiques d'été de 1936
La Suisse participe aux Jeux olympiques d'été de 1936 à Berlin, en Allemagne. Elle y remporte dix-huit médailles : quatre d'or, neuf d'argent et cinq de bronze, se classant à la 11e place au tableau des médailles. La délégation suisse compte 190 sportifs: 184 hommes et six femmes.

## Médailles
| Médaille                            | Nom | Sport                     | Compétition                          |
| ----------------------------------- | --- | ------------------------- | ------------------------------------ |
| Médaille d'or, Jeux olympiques      | Hermann Schreiber | Aéronautique*             | Traversée des Alpes en planeur       |
| Médaille d'or, Jeux olympiques      | Günter et Hettie Dyhrenfurth | Alpinisme*                |                                      |
| Médaille d'or, Jeux olympiques      | Alex Diggelmann (en) | Compétitions artistiques* | Peinture et Arts appliqués           |
| Médaille d'or, Jeux olympiques      | Georges Miez | Gymnastique               | Sol hommes                           |
| Médaille d'argent, Jeux olympiques  | Arthur Schwab | Athlétisme                | 50 kilomètres hommes                 |
| Médaille d'argent, Jeux olympiques  | Hermann Betschart (en) Alex Homberger (en) Hans Homberger (en) Karl Schmid (en) Rolf Spring (en)                                       | Aviron                    | Quatre en pointe avec barreur hommes |
| Médaille d'argent, Jeux olympiques  | Edgar Buchwalder Ernst Nievergelt Kurt Ott                                                                                             | Cyclisme                  | Route par équipes                    |
| Médaille d'argent, Jeux olympiques  | Walter Bach (en) Albert Bachmann (en) Walter Beck (en) Eugen Mack Georges Miez Michael Reusch Eduard Steinemann (en) Josef Walter (en) | Gymnastique               | Concours général par équipes hommes  |
| Médaille d'argent, Jeux olympiques  | Eugen Mack | Gymnastique               | Concours général individuel hommes   |
| Médaille d'argent, Jeux olympiques  | Eugen Mack | Gymnastique               | Cheval d'arçons hommes               |
| Médaille d'argent, Jeux olympiques  | Eugen Mack | Gymnastique               | Saut hommes                          |
| Médaille d'argent, Jeux olympiques  | Michael Reusch | Gymnastique               | Barres parallèles hommes             |
| Médaille d'argent, Jeux olympiques  | Josef Walter (en) | Gymnastique               | Sol hommes                           |
| Médaille de bronze, Jeux olympiques | Hermann Betschart (en) Alex Homberger (en) Hans Homberger (en) Karl Schmid (en)                                                        | Aviron                    | Quatre en pointe sans barreur hommes |
| Médaille de bronze, Jeux olympiques | Ernst Nievergelt | Cyclisme                  | Course en ligne hommes               |
| Médaille de bronze, Jeux olympiques | Albert Bachmann (en) | Gymnastique               | Cheval d'arçons hommes               |
| Médaille de bronze, Jeux olympiques | Eugen Mack | Gymnastique               | Sol hommes                           |
| Médaille de bronze, Jeux olympiques | Équipe de Suisse de handball masculin                                                                                                  | Handball                  | Hommes                               |

Ces médailles ne sont pas comptabilisées dans le tableau de médailles de l'article principal. Tableau des médailles des Jeux olympiques d'été de 1936